# نووی بیکتیاش
نووی بیکتیاش (انگلیسی: Novy Biktyash) یک شهرک در شهرستان بیژبولیاکسکی باشقیرستان کشور روسیه است.